# Il melangolo
il melangolo è una casa editrice italiana, fondata a Genova nel 1976.

## Storia
La casa editrice fu fondata da Carlo Angelino e Elio Gioanola, due professori del dipartimento di filosofia dell'Università di Genova, i cui interessi culturali ne indirizzarono inizialmente l'attività editoriale, e da tre studenti, Adolfo Beverini, Vittorio Bo e Renato Sartoris. Il frutto che le dà il nome, il melangolo, è l'arancia amara citata da Eugenio Montale nell'Elegia di Pico Farnese.
Nel 1990 i fondatori della casa editrice cedettero il 51% alla casa editrice Einaudi, che di lì a poco confluì nella Elemond. Nel 1996 due dei soci fondatori rimasti, Angelino e Sartoris, rilevarono la quota in mano a Elemond insieme a una decina di amici tra cui Roberto Cerati (ex direttore commerciale della Einaudi), Francangelo Scapolla (già editore con Le Mani e stampatore con Microart's), Francesco Casà (ex manager Coop) che assunse il ruolo di direttore editoriale. La società fu rinominata Nuovo Melangolo.

## Principali attività
Il Melangolo pubblica volumi di saggistica, filosofia, antropologia, antichistica e letteratura, ed è specializzata in filosofia. Si qualifica come medio editore ai sensi ISTAT, avendo pubblicato oltre 10 volumi ogni anno dal 1981 al 2017.
Tra i libri di successo: Lezioni di Heidegger, Il concetto di Dio dopo Auschwitz di Hans Jonas, il Conde e Le voci di Claudio Magris. La prima collana si chiamava Opuscola, poi ne saranno varate altre (Nugae, Nova, Fuori collana, Lecturae, Teatro di Genova, Opera, Università). Tra gli autori: Umberto Eco, Ben Jelloun, Munari, Zeri, Fruttero & Lucentini, Christoph Bataille.
Pubblica inoltre due riviste semestrali dedicate alla filosofia: Eidos, diretta da Angelino, e Estetica, diretta da Massimo Cacciari.